# Partula remota
Partula remota је пуж из реда Stylommatophora. 

## Угроженост
Ова врста је изумрла, што значи да нису познати живи примерци.

## Распрострањење
Пре изумирања, само Француска Полинезија.

## Станиште
Врста Partula remota је имала станиште на копну.